# Kreuzweiler
Kreuzweiler ist ein Ortsteil und ein Ortsbezirk der Ortsgemeinde Palzem im Landkreis Trier-Saarburg in Rheinland-Pfalz.

## Geographie
Der von der Landwirtschaft geprägte Ort liegt zwischen dem Moseltal und dem Saargau.
Zum Ortsbezirk gehören auch die Wohnplätze Steinbruch an der B 419 und Schloss Thorn.
Nachbarorte neben Palzem selbst im Nordwesten und dem Ortsbezirk Dilmar im Nordosten sind der zur Ortsgemeinde Kirf gehörende Ortsteil Beuren im Osten, die bereits zur saarländischen Gemeinde Perl gehörenden Ortsteile Sinz im Südosten und Nennig im Südwesten, sowie im Westen, auf der gegenüberliegenden Seite der Mosel, welche hier die Grenze zu Luxemburg bildet, die Stadt Remich.

## Geschichte
Das Dorf wurde urkundlich erstmals 912 als Vilare und 962 als Wilere erwähnt, es gibt jedoch Besiedlungsspuren in der Gemarkung, die bis in die römischer Zeit zurückreichen. In der frühen Neuzeit gehörte der Ort zum Herzogtum Luxemburg.
Die Inbesitznahme des Linken Rheinufers durch französische Revolutionstruppen beendete die alte Ordnung. Der Ort wurde von 1798 bis 1814 Teil der Französischen Republik (bis 1804) und anschließend des Französischen Kaiserreichs, zugeordnet dem Saardepartement. Nach der Niederlage Napoleons kam Kreuzweiler 1815 aufgrund der auf dem Wiener Kongress getroffenen Vereinbarungen zum Königreich Preußen. Der Ort gehörte nun dem Kreis Saarburg im Regierungsbezirk Trier an, der 1822 Teil der neu gebildeten Rheinprovinz wurde. Verwaltet wurde er von der Bürgermeisterei Nennig, die 1863 in die Bürgermeisterei Sinz-Nennig aufging (spätere Umbenennung in Amt Sinz-Nennig bzw. Palzem).
Als Folge des Ersten Weltkriegs war die gesamte Region dem französischen Teil der Alliierten Rheinlandbesetzung zugeordnet. Nach dem Zweiten Weltkrieg  gehörte Kreuzweiler zu den Gemeinden der französischen Besatzungszone, die im Februar 1946 an das Saarland angeschlossen wurden, im Juni 1947 aber auch zu den Orten des Landkreises Saarburg, die wieder zurück gegliedert und Teil des damals neu gebildeten Landes Rheinland-Pfalz wurden.
Im Rahmen der rheinland-pfälzischen Gebiets- und Verwaltungsreform wurde der Landkreis Saarburg auf der Grundlage des „Dritten Landesgesetzes über die Verwaltungsvereinfachung im Lande Rheinland-Pfalz“ mit Wirkung vom 7. Juni 1969 aufgelöst und seine Gemeinden dem neu gebildeten Landkreis Trier-Saarburg zugeordnet. Am gleichen Tag wurde aus den bis dahin selbstständigen Gemeinden Kreuzweiler und Dilmar die neue Gemeinde Kreuzweiler gebildet. Diese wiederum wurde am 17. März 1974 mit zu diesem Zeitpunkt 351 Einwohnern – zusammen mit drei weiteren Gemeinden – nach Palzem eingemeindet.

## Religion
Die römisch-katholische Kirchengemeinde Kreuzweiler ist Teil der Pfarreiengemeinschaft Wincheringen.

## Politik
Kreuzweiler ist gemäß Hauptsatzung einer von sechs Ortsbezirken der Ortsgemeinde Palzem. Der Bezirk umfasst das Gebiet der ehemaligen Gemeinde Kreuzweiler (ohne Dilmar). Auf die Bildung eines Ortsbeirats wurde verzichtet. Die Interessen des Ortsbezirks werden von einem Ortsvorsteher vertreten.
Markus Strupp (FWG Palzem) wurde am 4. September 2024 Ortsvorsteher von Kreuzweiler. Bei der Direktwahl am 9. Juni 2024 war er als einziger Bewerber mit einem Stimmenanteil von 76,8 % für fünf Jahre gewählt worden.
Seine Vorgänger waren Jürgen Boesen (FWG), der das Amt seit August 2019 ausübte, und zuvor Helmut Willkomm.

## Kultur und Sehenswürdigkeiten

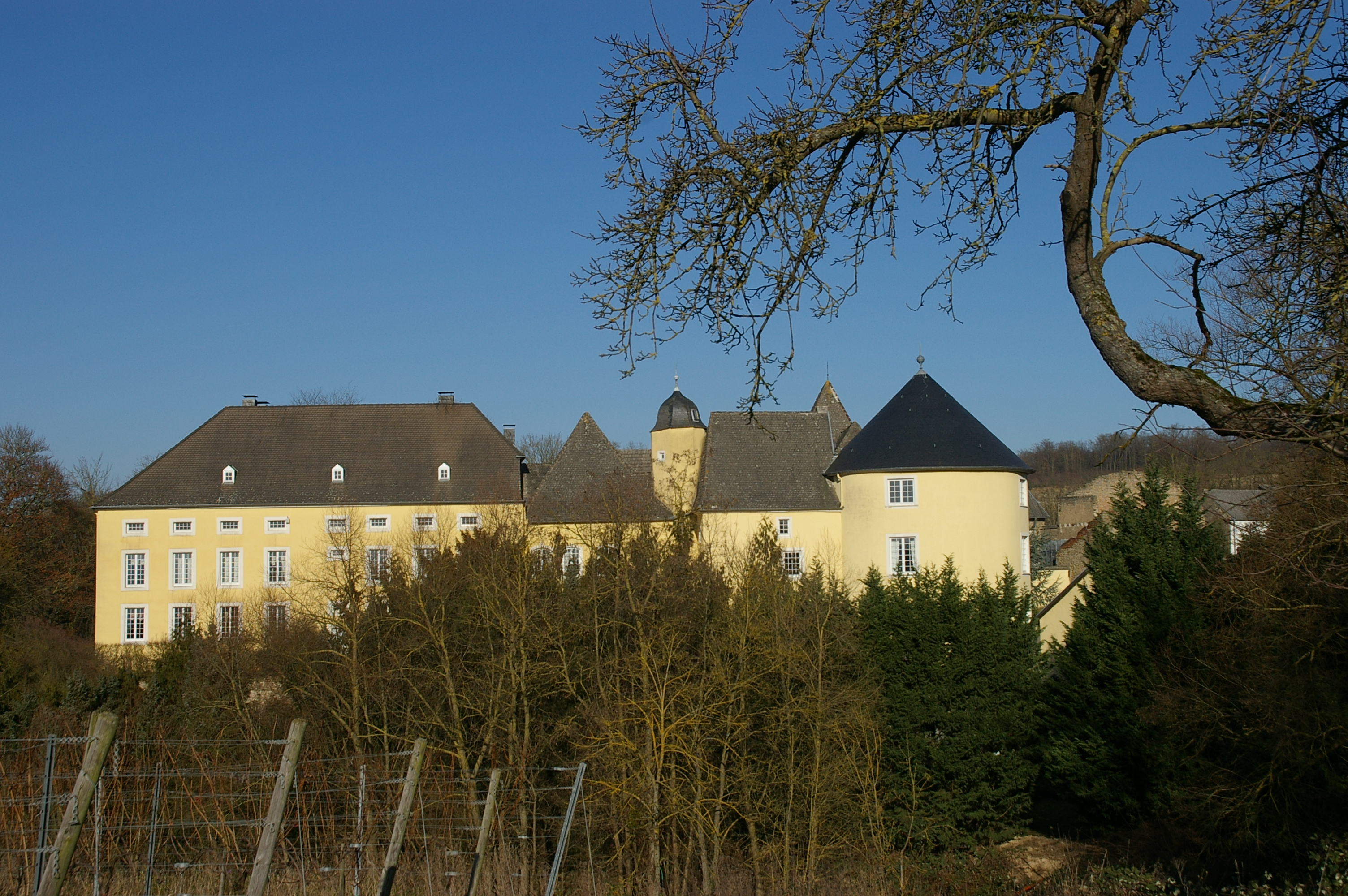
Schloss Thorn (2006)

### Bauwerke
In der Denkmalliste des Landes Rheinland-Pfalz (Stand: 2021) werden folgende Kulturdenkmäler genannt:
- Römisch-Katholische Pfarrkirche Heilig Kreuz, barocker Saalbau (1762), Erweiterung und Turm (1848)
- Denkmalzone in der Thornerstraße mit drei Hofanlagen
- Denkmalzone Burg Thorn, zum Schloss umgebaute ehemalige Burganlage mit einigen mittelalterlichen Bauteilen
- Eine Wegekapelle und zwei Wegekreuze in der Gemarkung aus dem 17. bis 19. Jahrhundert

### Traktorenmuseum
Im Bulldogmuseum Palzem-Kreuzweiler werden über 40 alte Traktoren aus den 1920er bis 1950er Jahren präsentiert.

## Wirtschaft und Infrastruktur
Kreuzweiler liegt an der Landesstraße 132. Im Ort zweigt die L 133 nach Beuren ab. Entlang der Mosel verläuft die Bundesstraße 419.
In der Nähe von Schloss Thorn liegt an der Bundesstraße B 419 ein Steinbruch, in dem Dolomit abgebaut wird.